# Billinge
Billinge is een plaats in de gemeente Eslöv in Skåne, de zuidelijkste provincie van Zweden. De plaats heeft 444 inwoners (2005) en een oppervlakte van 59 hectare.

## Verkeer en vervoer
Langs de plaats loopt de Riksväg 13.